# Орищин Степан Васильович
Степа́н Васи́льович Ори́щин (14 липня 1955 -14 травня 2012) — український вчений в галузі кристалохімії інтерметалічних сполук, кандидат хімічних наук, доцент кафедри аналітичної хімії Львівського національного університету імені Івана Франка.

## Життєпис
Орищин Степан Васильович народився 14 липня 1955 р. у с. Підмихайлівці Рогатинського району Івано-Франківської області. Після закінчення середньої школи у 1972 р. вступив на хімічний факультет, який із відзнакою закінчив 1977 р. Науковими дослідженнями в галузі кристалохімії тернарних фосфідів перехідних металів зацікавився, працюючи в студентському науковому гуртку кафедри аналітичної хімії під керівництвом проф. Ю. Б. Кузьми. Після закінчення університету працював інженером, а згодом молодшим науковим співробітником кафедри аналітичної хімії (1977—1978 рр.). У 1978 р. вступив до аспірантури при кафедрі аналітичної хімії. Після закінчення аспірантури з 1981 по 1991 рр. очолював науково-дослідну лабораторію кафедри аналітичної хімії (НДЛ-22).
Кандидатську дисертацію на тему «Взаємодія фосфору і металів тріади заліза з металами VI a, VII a груп» захистив у Львові 1984 р. Упродовж 1991—1992 рр. Орищин С.В. працював на посадах наукового, старшого наукового співробітника кафедри аналітичної хімії, у 1992—1993 рр. — заступника декана хімічного факультету з наукової роботи, а з 1993 р. і до останніх днів життя обіймав посаду заступника проректора з наукової роботи Львівського національного університету імені Івана Франка. У 1992 р. Орищин Степан Васильович отримав учене звання старшого наукового співробітника, а у 1998 р. — доцента кафедри аналітичної хімії.
Орищин Степан Васильович постійно вдосконалював свої знання і вміння, кількаразово проходив наукові стажування у провідних лабораторіях Західної Європи, зокрема у 1987 р. мав річне стажування в лабораторії кристалографії Вроцлавського університету (Польща) під керівництвом проф. Тадеуша Глов'яка, у 1999 р. — отримав стипендію високого рівня від французького уряду (French Ministry of National Education, Research, and Technology) в Університеті Ренн-1 (м. Ренн, Франція), у 2002—2003 рр. — запрошений професор цього ж університету. За час стажування Орищин С. В. вивчив польську та французьку мови, якими вільно спілкувався.

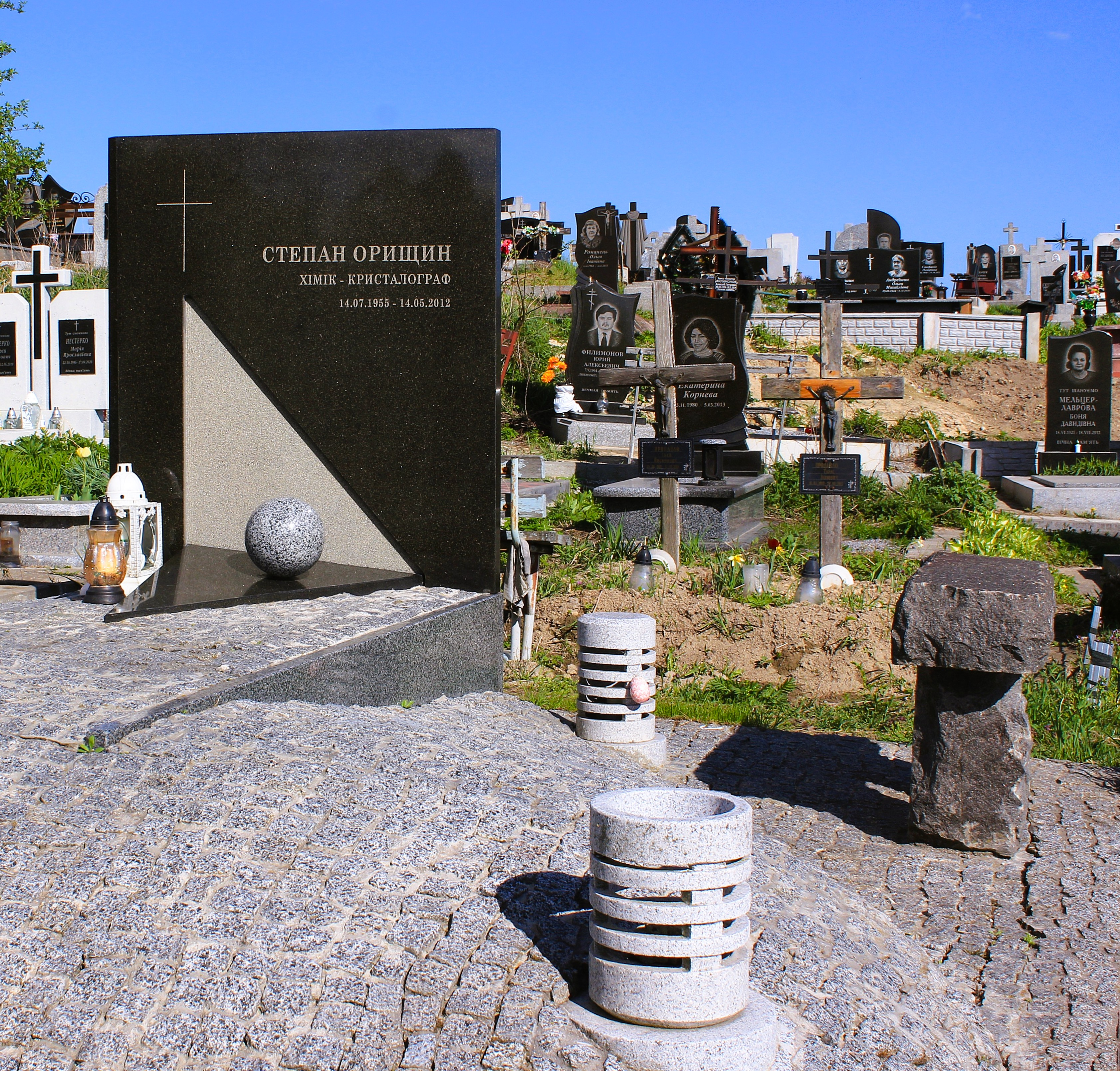
Пам’ятник на могилі Степана Орищина.

Похований на 27-б полі Голосківського цвинтаря.

## Наукові досягнення
Доцент Орищин С. В. автор понад 150 наукових праць присвячених дослідженню кристалохімії тернарних пніктидів рідкісноземельних і перехідних металів, діаграми фазових рівноваг потрійних систем з участю фосфору, арсену, стибію. Уперше синтезував і дослідив кристалічну структуру понад 150 тернарних сполук, 26 з яких належать до нових структурних типів неорганічних сполук. З його участю побудовано ізотермічні перерізи діаграм стану понад 20 потрійних систем. Упродовж більше десяти років Орищин C.В. був науковим керівником низки держбюджетних тем та дослідницьких грантів із залученням коштів закордонних організацій.
Під науковим керівництвом Орищина С. В. захищено три дисертації на здобуття наукового ступеня кандидата хімічних наук.
Орищин С. В. практично завершив роботу над докторською дисертацією на тему «Взаємодія Фосфору, Арсену, Стибію з перехідними металами III, VI—VIII груп», яку, на жаль, не встиг захистити.

## Вибрані публікації
1. Sm20Ni41.6P30 и Tb15Ni28P21 — новые представители гомологической серии гексогональных двухсеточных структур (Кристалография. 1993. Т.38. № 4; с соавт.);
2. Preparation and crystal structure of the Ni7Si2P5 phosphide (Z. Kristallogr. 1999. Vol. 214; with co-auth.);
3. New ternary phases in the Mo-Ni-P system: synthesis and crystal structures (J. Solid State Chem. 2001. Vol. 160; with co-auth.).